# Argentine coloniale

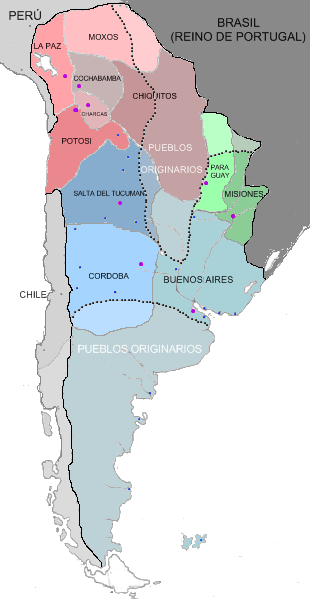
En couleurs bleue, les intendances de l'Argentine, sous la vice-royauté du Río de la Plata, 1783

L'Argentine coloniale désigne la période de l'histoire de l'Argentine marquée par la colonisation espagnole. Cette période s'étend de l'arrivée des Espagnols au XVIe siècle jusqu'à la guerre d'indépendance de l'Argentine (1810-1825).

## Histoire

### Exploration européenne
Le premier Européen à débarquer dans ce qui est aujourd'hui l'Argentine est Juan Díaz de Solís, qui découvrit le Río de la Plata. Solís est tué par les Charrúas, ainsi que d'autres marins, et sa flotte retourne finalement en Espagne.

### Colonisation espagnole
Comme pour tous les pays d'Amérique du sud, des colonisateurs européens découvrent d'abord le continent, puis profitent de leurs savoirs et de leur avancées technologiques pour en soumettre les habitants.
Pour ce qui est de l'Argentine, les autochtones qui s'y trouvaient ne semblent pas avoir réellement été soumis ou réduit en esclavage.
En effet, cette colonisation était probablement moins intense que celle des colonies du Mexique dans lesquelles les colonisateurs ont décimé des populations entières tandis que pour celles de l'Argentine, peut-être plus farouches, voire moins utiles car trouvées un peu plus tard ont seulement dû à subir des envahisseurs qui voulaient les obliger à se convertir au christianisme, ce que ces populations ont d'ailleurs plus ou moins évité grâce aux Jésuites venus d'Espagne (des hommes religieux approuvés par le pape) qui les ont pris sous leurs ailes dans le cadre légal des lois du roi d'Espagne de l´époque, Charles III. 
Finalement il semblerait qu'à part quelques petites guerres entre les Autochtones et les Espagnols, la colonisation de l'Argentine par les Espagnols s'est faite  plus doucement que dans le reste des Amériques.

## Administration
L'Argentine fut au cours des siècles au sein de plusieurs entités coloniales espagnoles:
- Le Gouvernorat de Nouvelle-Andalousie (1524-1542)
- Le Gouvernorat du Río de la Plata (1549-1776), sous la supervision de la Real Audiencia de Lima dans la Vice-royauté du Pérou (1541-1661), puis la première Audiencia royale de Buenos Aires (1661 à 1671).
- La Vice-royauté du Río de la Plata (1776-1814), sous la supervision de la deuxième Audiencia royale de Buenos Aires (1783-1810) dans le sud, et Real Audiencia de Charcas dans le nord

## Métissage

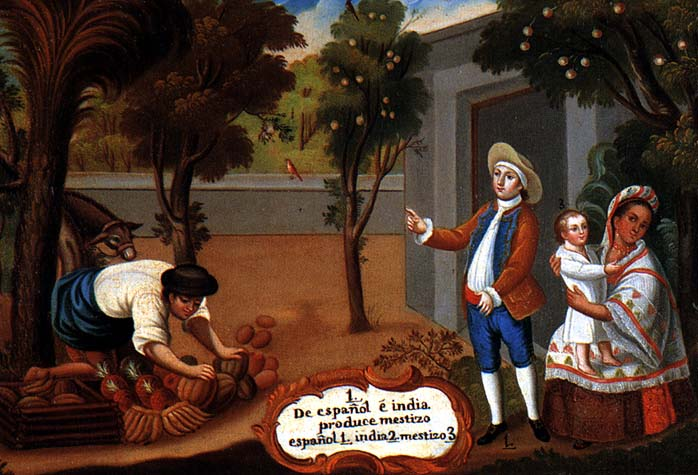
Famille métissée du XVIIIe siècle. Le métissage ne se limite pas à l'étape de la conquête.

À la différence d'autres colonisateurs comme les Anglais, qui n'admettent pas le métissage considérant comme impures les autres races, les Espagnols n'avaient pas de préjugés raciaux, et les mariages mixtes sont autorisés dès 1504 dans toute l'Amérique espagnole. 
La peinture de castes montre la variété des combinaisons de métissage en Amérique durant la période coloniale.